# 氹仔線
氹仔線（葡萄牙語：Linha da Taipa，英文縮寫：TAL），是澳門輕軌系統首條投入營運的路線，由澳門半島媽閣連接至氹仔氹仔客運碼頭，為澳門輕軌第一期路線的澳門半島至氹仔跨海段及氹仔段，路線採用雙向行車軌道，呈東西走向，全長12.5公里，共有13個車站。
氹仔線作為澳門輕軌路線第一期的一部分，海洋站-氹仔碼頭站於2019年12月10日正式通車，並於2023年12月8日跨海延伸至澳門半島媽閣站。2024年9月1日，協和醫院站啟用，並於同年11月1日開放轉乘石排灣線。

## 概要
- 路線貫通澳門半島媽閣；氹仔主要出入境口岸，包括澳門國際機場及氹仔客運碼頭，同時途經住宅區、旅遊區以及商業區。

## 歷史

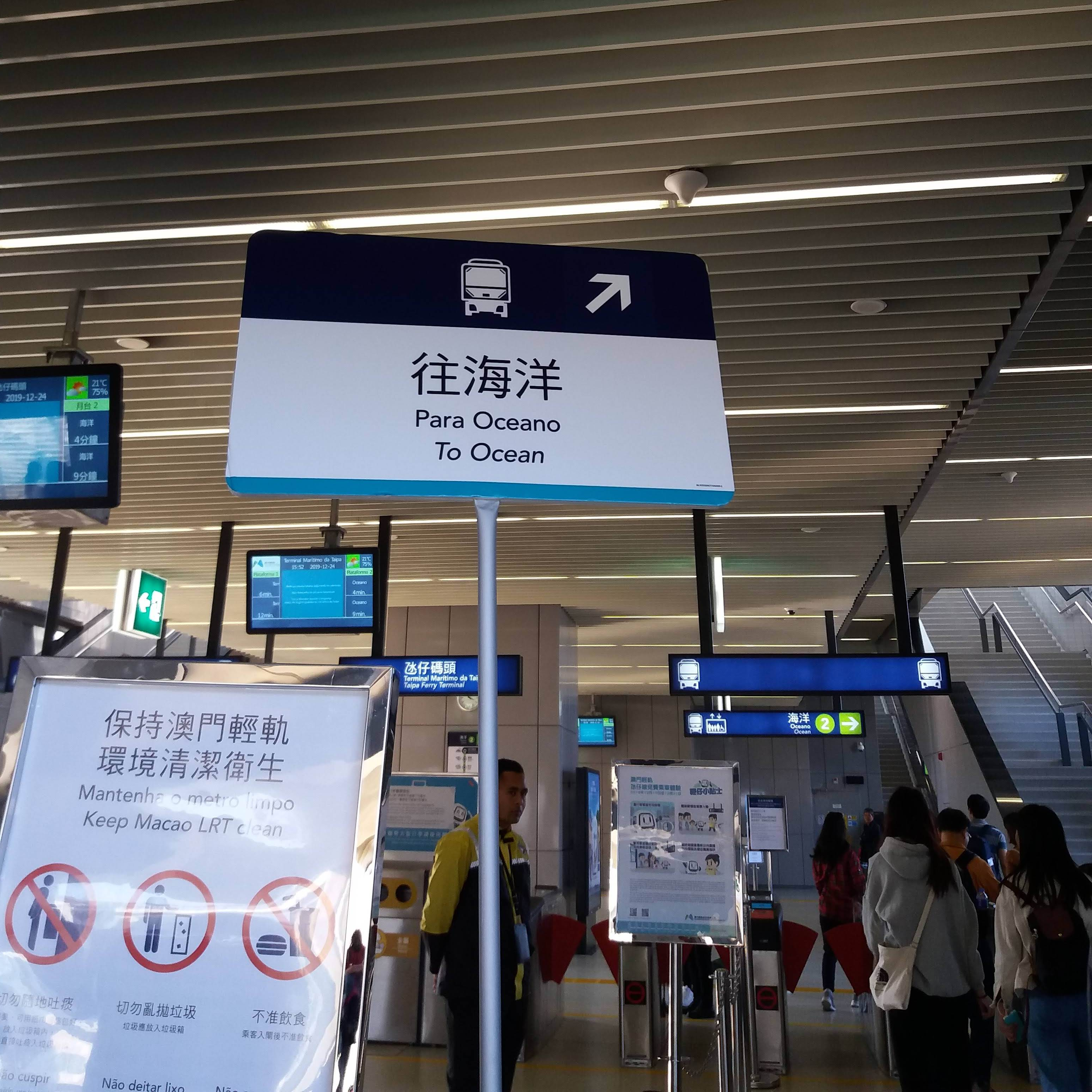
通車初期，閘外有指示牌告知乘客該月台的終點站

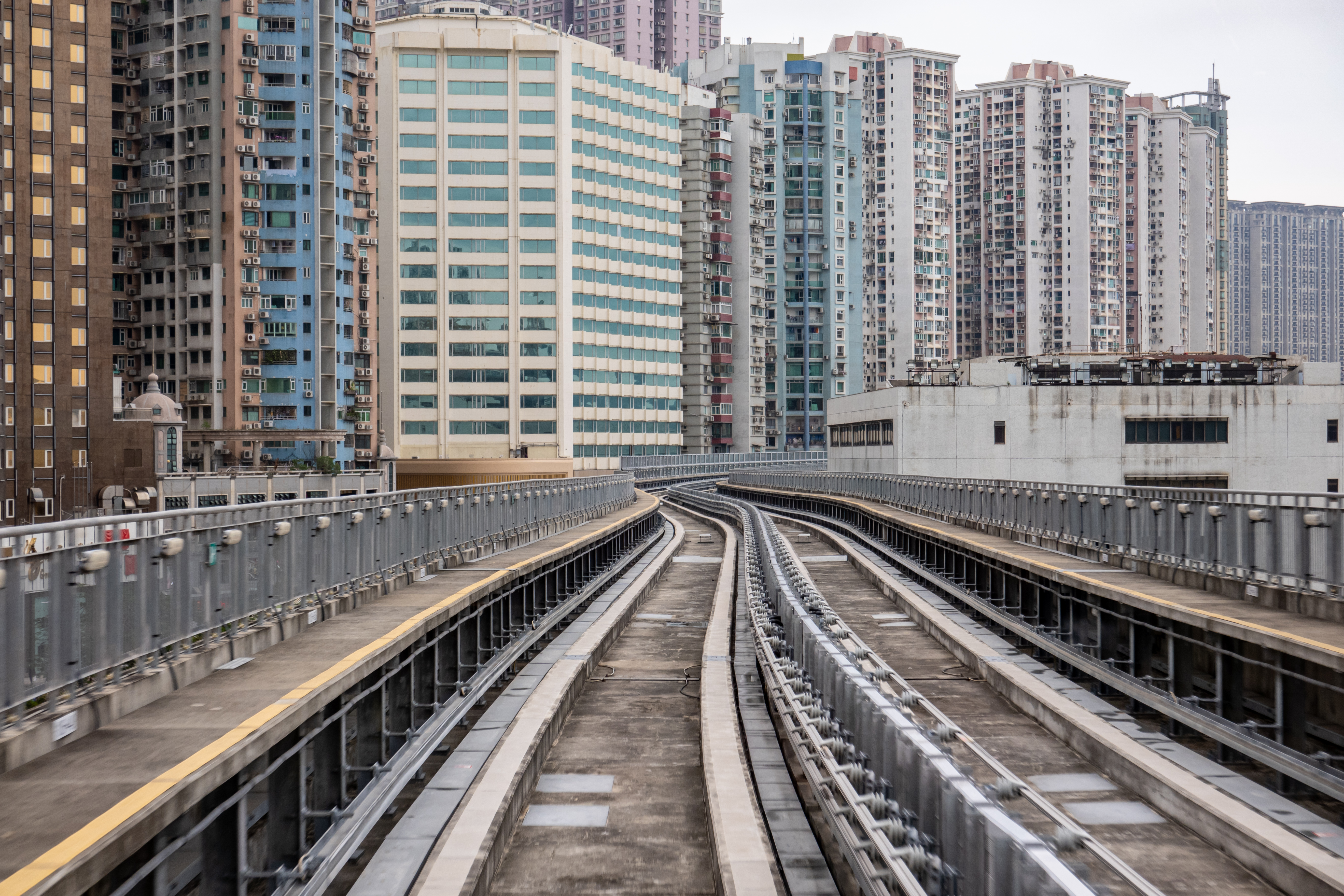
从氹仔线列车车厢中拍摄的轨道

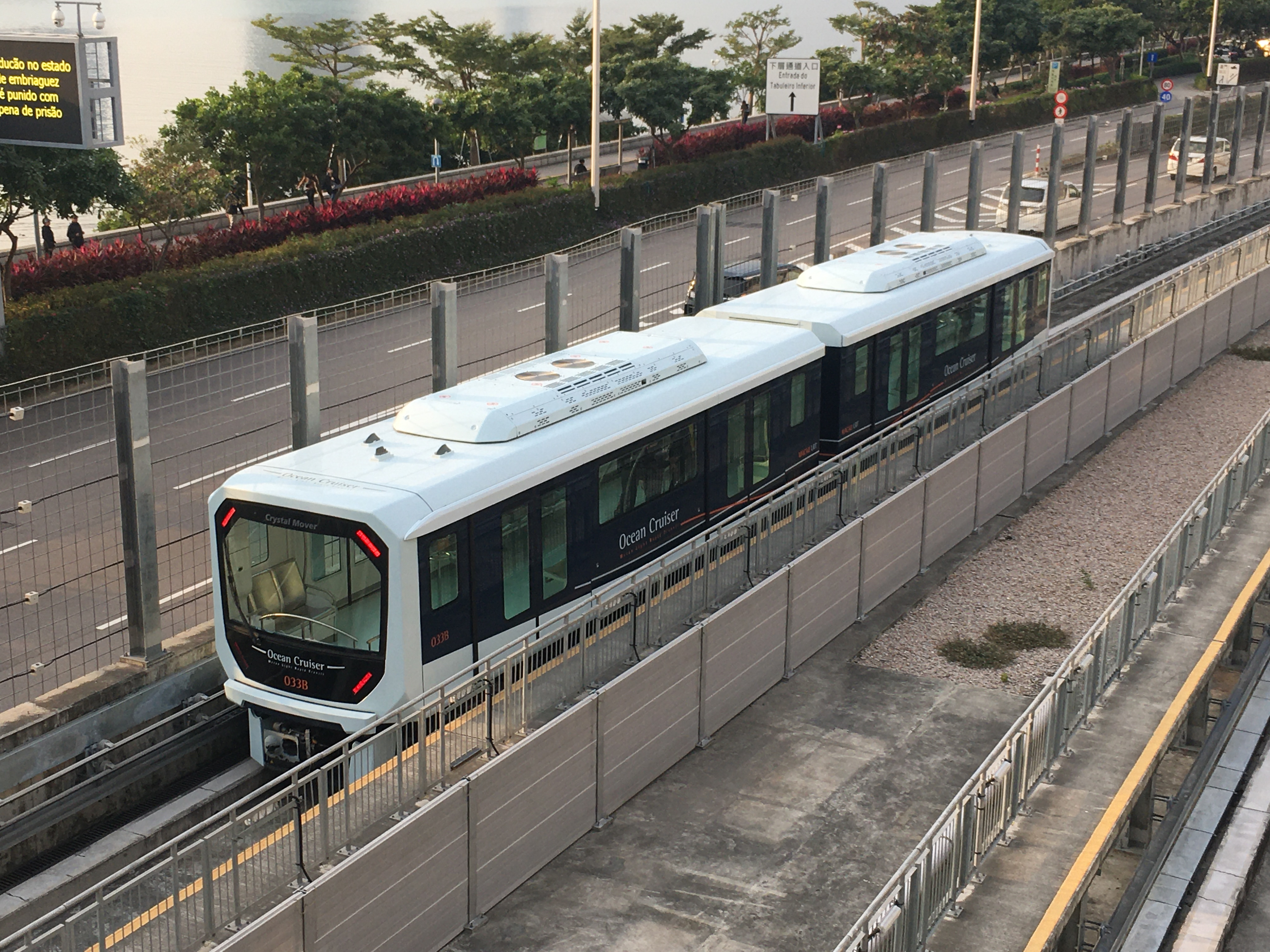
列車離開海洋站準備掉頭，攝於氹仔線通車當日

### 興建過程
2011年9月14日，「輕軌一期氹仔市中心段建造工程」進行）公開招標競投。承建項目為輕軌一期氹仔市中心段的建造工程，即西灣大橋氹仔出入口至氹仔排角之間一段輕軌高架行車天橋，以及海洋花園、澳門賽馬會、澳門運動場和氹仔舊城區四個輕軌車站。
2011年11月9日，「C370-輕軌一期氹仔口岸段建造工程」公開招標競投。承攬項目為輕軌一期氹仔口岸段建造工程，即由體育館大馬路的尾段至北安大馬路之間的一段輕軌高架行車天橋及車站。施工地點由體育館大馬路尾段起，至北安大馬路北面的發展區域，及前往出入境事務大樓的臨時圓形地等地段之間的輕軌高架行車天橋，以及澳門科技大學、澳門國際機場和氹仔客運碼頭三個輕軌車站的建造，工程最長施工期為1044天。
2011年12月14日，「C360-輕軌一期路氹城段建造工程」公開招標競投。承攬項目為氹仔排角路至路氹城東之間的一段輕軌路段建造高架行車天橋及四個車站。本項目最長施工期為1021天。施工地點介乎氹仔望徳聖母灣大馬路（排角）、新城大馬路、路氹城圓形地、蓮花路、蓮花圓形地至體育館大馬路之間；工程項目包括建造輕軌高架行車天橋，以及「路氹城西」、「蓮花口岸」、「澳門東亞運動會體育館」和「路氹城東」四個輕軌車站。
2012年2月21日，輕軌第一期氹仔市中心段動工，全段長近兩公里，設四車站，是首段開工的輕軌線。工程造價為四億八千九百萬元，工期至2015年5月。
2012年6月13日，輕軌一期「路氹城段建造工程」及「氹仔口岸段建造工程」舉行動土儀式，象徵輕軌一期氹仔段全線動工。
2013年8月7日，輕軌列車於日本廣島三菱重工工廠開始進入生產階段。
2016年底，土建工程即將完成。氹仔輕軌車廠與獲判建設廠的合作經營體完成解除合同程序後，工程將重新判給並預計2017年重新動工興建，預計2019年通車。

### 通車籌備
2018年4月11日，政府宣佈委託港鐵公司提供“協助澳門輕軌系統氹仔線的營運及維護服務”，為期80個月。服務範圍涵蓋氹仔線的通車前測試及啟用系統、組成運營團隊和開展職前培訓；亦負責首五年營運，以及列車、信號系統及基建設施的維修保養。整項服務的判給金額為澳門幣58.8億。
2018年12月3日至15日每天21:00至翌日04:00期間，氹仔線全線開展夜間列車測試，期間於沿線開展列車運行、進出車站、月台幕門開關、資訊顯示和廣播系統等多項測試，模擬氹仔線未來的運作情況，過程中，技術團隊會透過沿線多個監測點，收集系統運作的數據，作為後續調試及優化的參考基礎。
2019年1月8日，運輸基建辦公室宣佈本線預計將於2019年下半年開通，票價正在研究中，另氹仔線延伸媽閣站的建設工程亦已展開，預計於2024年完工。
2019年5月，氹仔輕軌車廠即將收則，本線已進入測試階段。
2019年8月，運輸基建辦公室表示計劃爭取氹仔線於該年第四季、澳門回歸20周年前通車；列車測試狀況良好，整體理想，並承認間中有收到居民的噪音投訴，但基本都已得到解決、改善，同時在通車前進行一系列測試及演練。
2019年12月6日，澳門輕軌股份有限公司宣佈輕軌氹仔線於2019年12月10日正式開通，首班載客列車於15:33開出，由開通日起至12月31日期間可以免費乘搭，營運時間為週一至週四06:30-23:15、週五至週日及公眾假期上午06:30-23:59，班距約5-10分鐘。郵電局特於當天發行以『澳門輕軌 – 氹仔線通車』為題發行新郵品。是次發行包括一套兩枚郵票及一枚小型張。

### 通車營運
2019年12月10日，氹仔線正式通車，當天下午3時33分，首班列車於氹仔碼頭站開出，開往海洋站。
2020年2月1日起，澳門輕軌正式收費營運。
2021年10月20日起，因全線更換高壓電纜，全線暫停服務，爭取180天內完成。時任建設發展辦公室主任林煒浩介紹時表示，自2019年底營運至今，曾多次出現故障影響服務，綜合系統供應商和監管單位開展調查及提交報告，以及第三方單位檢測和分析原因，故障原因與列車供電電纜有關，以導致“跳掣”(跳閘)。經分析後，決定長遠整改去更換全線全線高壓電纜，費用由系統供應商三菱重工負擔。2022年3月18日開始進行不載客試車；隨後在2022年4月3日起恢復營運。首班列車於06:30在氹仔碼頭站和海洋站開出。

### 延長至媽閣站
2009年，澳門特別行政區政府公佈輕軌一期澳門半島走線方案，其中將媽閣站改為地底，並擴大規模成為區域綜合交通樞紐。西灣湖和南灣湖之間走線由高架改為地底。2015年11月中旬落實規劃將該延線改為獨立路線，並爭取及早啟動相關建設工作。
2018年8月，媽閣站主體工程正式展開，並於2023年2月27日完工，其後於2023年3月起開展列車運行測試工作。
2023年8月11日，配合延線測試第三階段即將完成，氹仔線全線計劃開展列車及系統總測試，沿線標識會需時更換，預計11月底前逐步完成，列車和車站的顯示屏及廣播系統新增媽閣站，原蓮花口岸站改名為蓮花站。
2023年11月15日，行政長官賀一誠出席澳門立法會《澳門特別行政區政府2024年財政年度施政報告》答問會，媽閣線將按計劃在同年12月開通。
2023年11月27日，澳門輕軌股份有限公司宣佈媽閣站於2023年12月8日正式啟用，標誌輕軌服務正式連通氹仔與澳門半島。
2023年12月8日，媽閣站正式啟用，首班開往氹仔碼頭站於當天06:30從媽閣站開出；首班班抵達媽閣站的跨海列車則於當天06:30在馬會站開出。

### 協和醫院站
2024年1月下旬，石排灣線及橫琴線開始車站及列車測試，分為三個階段進行，其中第二階段將延伸至途經協和醫院站。
2024年9月1日，協和醫院站正式啟用。

## 路線資料

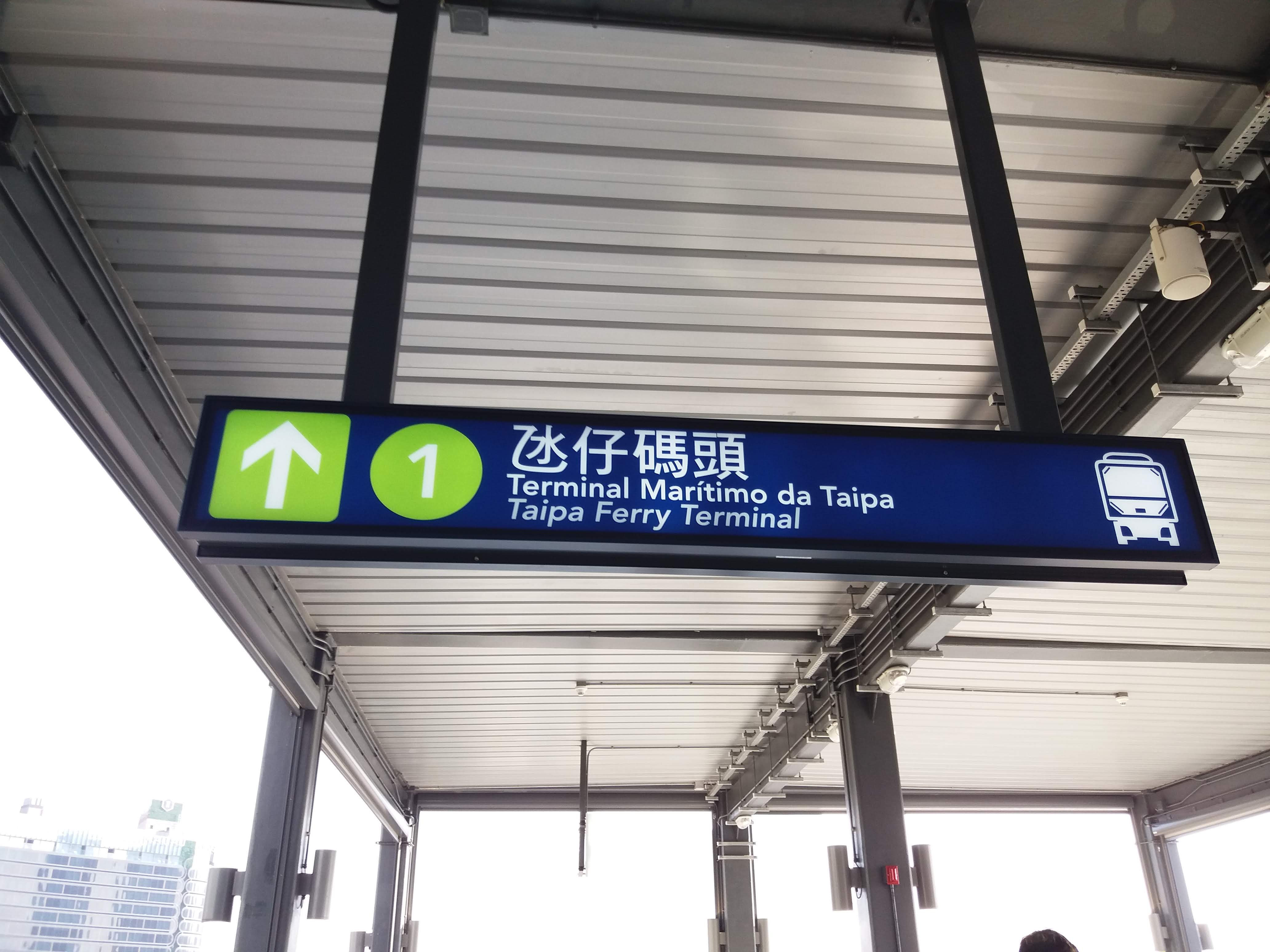
海洋站的指示牌

### 走線
原規劃的澳門半島線於澳門半島媽閣站與氹仔線匯合，下穿媽閣上街進入西灣大橋下層車道跨海，進入氹仔後自此轉向地面，於東亞運大馬路設海洋站，於近東亞運街交界上高架橋，經過盧伯德圓形地，在柯維納馬路設馬會站，經運動場圓形地右轉至運動場道設運動場站，及後左轉至望德聖母灣馬路設排角站，右轉新城大馬路上設路氹西站，直行左轉至蓮花路設蓮花站，於蓮花圓形地設協和醫院站，再直行左轉至體育館大馬路近網球路設東亞運站、近新濠天地設路氹東站，右轉入霍英東博士大馬路後左轉出機場大馬路設科大站，再沿機場大馬路、飛機場圓形地、偉龍馬路行駛，於澳門國際機場設機場站，最後直行往左轉，近北安圓形地設氹仔碼頭站。

### 營運資訊
資訊參考：
| 營運時間       | 星期一至四           | 06:30-23:15                                      |
| 營運時間       | 星期五至日及公眾假期 | 06:30-23:59                                      |
| 首班車開出站點 | 往氹仔碼頭           | 媽閣站、運動場站、路氹東站                       |
| 首班車開出站點 | 往媽閣               | 氹仔碼頭站、蓮花站、馬會站                       |
| 尾班車開出站點 | 尾班車開出站點       | 媽閣站、氹仔碼頭站                               |
| 列車編排       | 列車編排             | 以兩節車廂編組為主，間中混合少量四節車廂編組行駛 |
| 單向行駛時長   | 單向行駛時長         | 28分鐘                                           |
| 班距           | 班距                 | 5-10.5分鐘                                       |

### 特別調整及安排

#### 暫停服務
- 2019年12月18日13:00起至20日，配合中共中央總書記兼國家主席習近平視察澳門，並出席澳門回歸20週年活動的特別安保工作，氹仔線全線暫停服務。[41][42]
- 2021年10月20日至2022年4月3日，自氹仔線通車以來故障頻繁，澳門特區政府決定更換全線高壓電纜，因此氹仔線全線暫停營運。[43]
- 2022年7月11日至22日，受2022年6月澳門大規模COVID-19疫情影響，澳門實施「全澳相對靜止管理」措施，全線暫停營運。[44][45]
- 2024年12月18日至20日，配合中共中央總書記兼國家主席習近平視察澳門，並出席慶祝澳門特別行政區成立二十五周年紀念活動的特別安保工作，氹仔線媽閣站至排角站列車服務暫停，排角站至氹仔碼頭站維持有限度服務，每十分鐘一班車[46]。

#### 加密班次或延長服務
- 2019年及2023年，澳門輕軌延長當天的尾班車開出時間至翌年1月1日01:00。以方便除夕倒數及慶祝新年的乘客搭乘。[47][48]。
- 2023年4月29日至5月7日，氹仔線增加服務班次，以便利於五一假期出行的市民及旅客。期間列車於14:00至20:00約9分鐘一班，服務列車亦會相應增加；其餘時間的服務班次約12分鐘一班[49]。
- 2023年9月29日至10月8日，氹仔線於中秋及國慶假期期間增加服務班次，分別於10月1日及7日下午2時至晚上7時15分加開至約9分鐘一班，並自晚上7時16分起逐步加密列車服務班次至5分鐘一班，直至當日尾班車（23:15）結束。另外，於9月29日至30日、10月2日至6日，以及10月8日14:00-20:00期間，列車服務將增至約9分鐘一班。其餘服務時間的列車班次約12分鐘一班[50]。
- 2023年12月24日，為回應平安夜市民及旅客出行的需要，尾班車開出時間延長至翌日01:00。[51]
- 2024年2月9日至10日（農曆新年除夕至大年初一），首度開設通宵列車服務，9日11:00至10日01:00每7.5分鐘一班；10日01:00至03:00每15分鐘一班；03:00至06:30每30分鐘一班。另外於澳門農曆新年煙花表演舉行日（2月12日、16日及2月24日）期間，輕軌延長服務時間至23:59[52]。
- 2024年11月1日起，因應石排灣線啟用及橫琴線的即將開通，氹仔線全面加密班次。由早上7:30起，氹仔線列車班次由原來6-10分鐘一班，全面加密至5-8分鐘一班。而星期五的尾班車發出時間亦由原來的23:15，延長至23:59；星期六、日及公眾假期尾班車發出時間維持原來的23:59。

#### 減少班次
- 2020年2月3日起，受COVID-19疫情影響，客量大減，氹仔線改為星期一至四班距10-15分鐘；星期五至日及公眾假期班距8-15分鐘。[53]同日，輕軌公司要求乘客必須在入閘前佩戴口罩。在入閘後亦須保持佩戴口罩才可乘搭輕軌。[54]
- 2020年2月10日起，受COVID-19疫情持續影響，氹仔線班距更改為13分鐘。尾班車時間更改為每天23:15。2023年因配合媽閣線通宵測試，故有關營運時間特別安排繼續維持至2023年12月7日。

### 調度區
- 媽閣站
- 海洋站
- 蓮花站
- 協和醫院站
- 霍英東博士大馬路
- 機場大馬路
- 氹仔碼頭站

### 變電站
- 輕軌車廠變電站（位於輕軌車廠內）
- 西灣大橋變電站（位於東亞運大馬路）

## 車站

### 車站列表
| 車站資訊 | 車站資訊 | 車站名稱[1] | 車站名稱[1]                | 車站名稱[1]          | 所在區域   | 轉乘路線   | 通車日期       | 車站形式 | 車站形式 |
| 色系     | 編號     | 中文        | 葡文                       | 英文                 | 所在區域   | 轉乘路線   | 通車日期       | 位置     | 月台     |
| -------- | -------- | ----------- | -------------------------- | -------------------- | ---------- | ---------- | -------------- | -------- | -------- |
| 氹仔線   |          |             |                            |                      |            |            |                |          |          |
|          | 12       | 媽閣        | Barra                      | Barra                | 風順堂區   | —          | 2023年12月8日  | 地下     | 側式月台 |
|          | 13       | 海洋        | Oceano                     | Ocean                | 嘉模堂區   | —          | 2019年12月10日 | 地面     | 島式月台 |
|          | 14       | 馬會        | Jockey Clube               | Jockey Club          | 嘉模堂區   | —          | 2019年12月10日 | 架空     | 側式月台 |
|          | 15       | 運動場      | Estádio                    | Stadium              | 嘉模堂區   | —          | 2019年12月10日 | 架空     | 側式月台 |
|          | 16       | 排角        | Pai Kok                    | Pai Kok              | 嘉模堂區   | —          | 2019年12月10日 | 架空     | 側式月台 |
|          | 17       | 路氹西      | Cotai Oeste                | Cotai West           | 路氹填海區 | —          | 2019年12月10日 | 架空     | 側式月台 |
|          | 18       | 蓮花        | Lótus                      | Lotus                | 路氹填海區 | █ 橫琴線   | 2019年12月10日 | 架空     | 側式月台 |
|          | 18A      | 協和醫院    | Hospital Union             | Union Hospital       | 路氹填海區 | █ 石排灣線 | 2024年9月1日   | 架空     | 側式月台 |
|          | 19       | 東亞運      | Jogos da Ásia Oriental     | East Asian Games     | 路氹填海區 | —          | 2019年12月10日 | 架空     | 側式月台 |
|          | 20       | 路氹東      | Cotai Leste                | Cotai East           | 路氹填海區 | —          | 2019年12月10日 | 架空     | 側式月台 |
|          | 21       | 科大        | UCTM                       | MUST                 | 嘉模堂區   | —          | 2019年12月10日 | 架空     | 側式月台 |
|          | 22       | 機場        | Aeroporto                  | Airport              | 嘉模堂區   | —          | 2019年12月10日 | 架空     | 側式月台 |
|          | 23       | 氹仔碼頭    | Terminal Marítimo da Taipa | Taipa Ferry Terminal | 嘉模堂區   | —          | 2019年12月10日 | 架空     | 側式月台 |
| 註釋     |          |             |                            |                      |            |            |                |          |          |

### 轉乘站
- 蓮花站：轉乘橫琴線，於蓮花路綜合性大樓之間設通道轉乘[56]。
- 協和醫院站：轉乘石排灣線，原計劃於蓮花站轉乘；2020年建設發展辦公室對主體工程修改設計及在公開招標中，改為於蓮花站與東亞運站之間加設該站，為車站大堂通道轉乘[57]。

## 車廠
車廠位於澳門國際機場南面路氹東側的填海區，總面積達16.3萬平方米。

## 列車
氹仔線採用濱海巡航（Ocean Cruiser）無人駕駛電動列車，由日本三菱重工三原製作所製造。

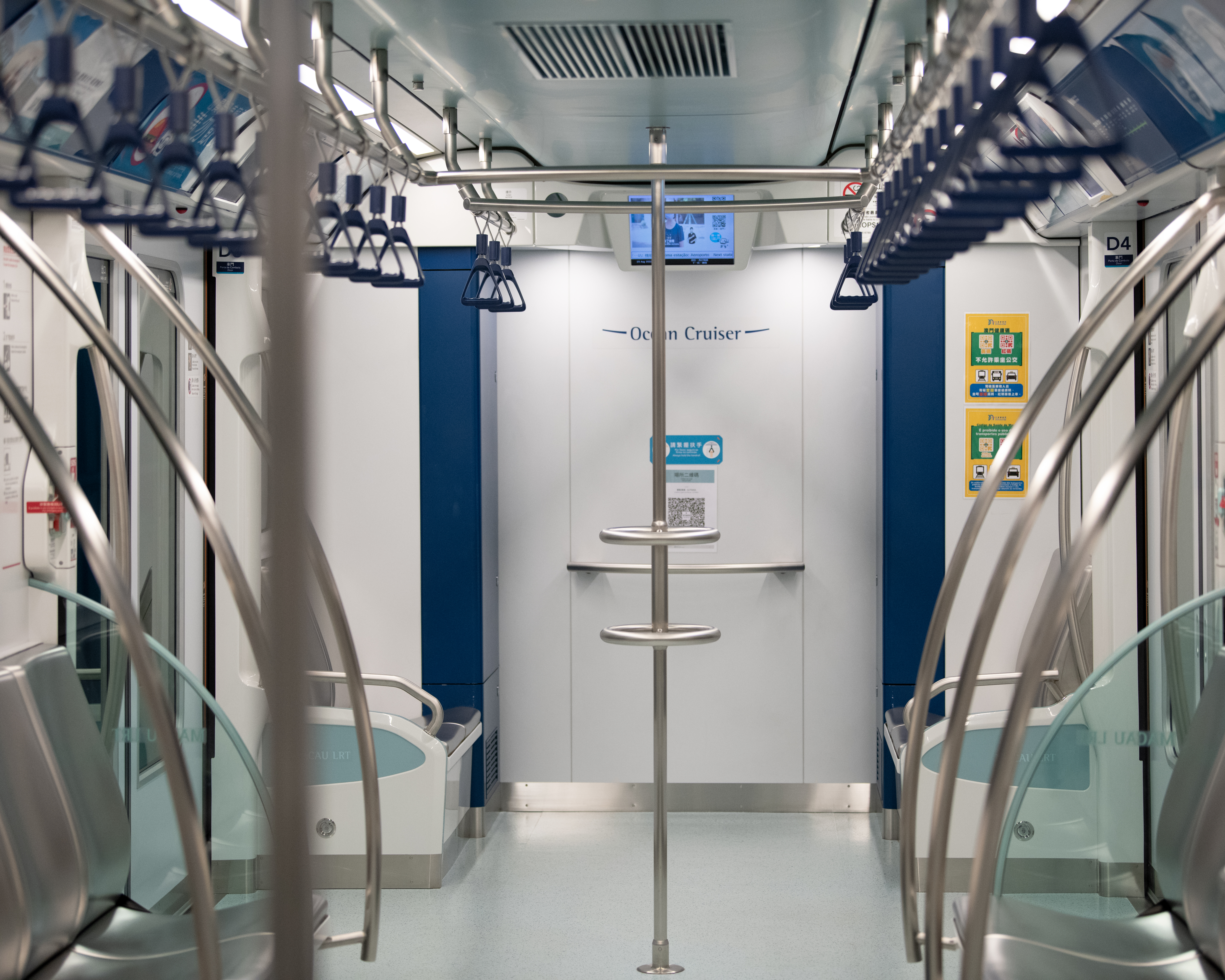
內部
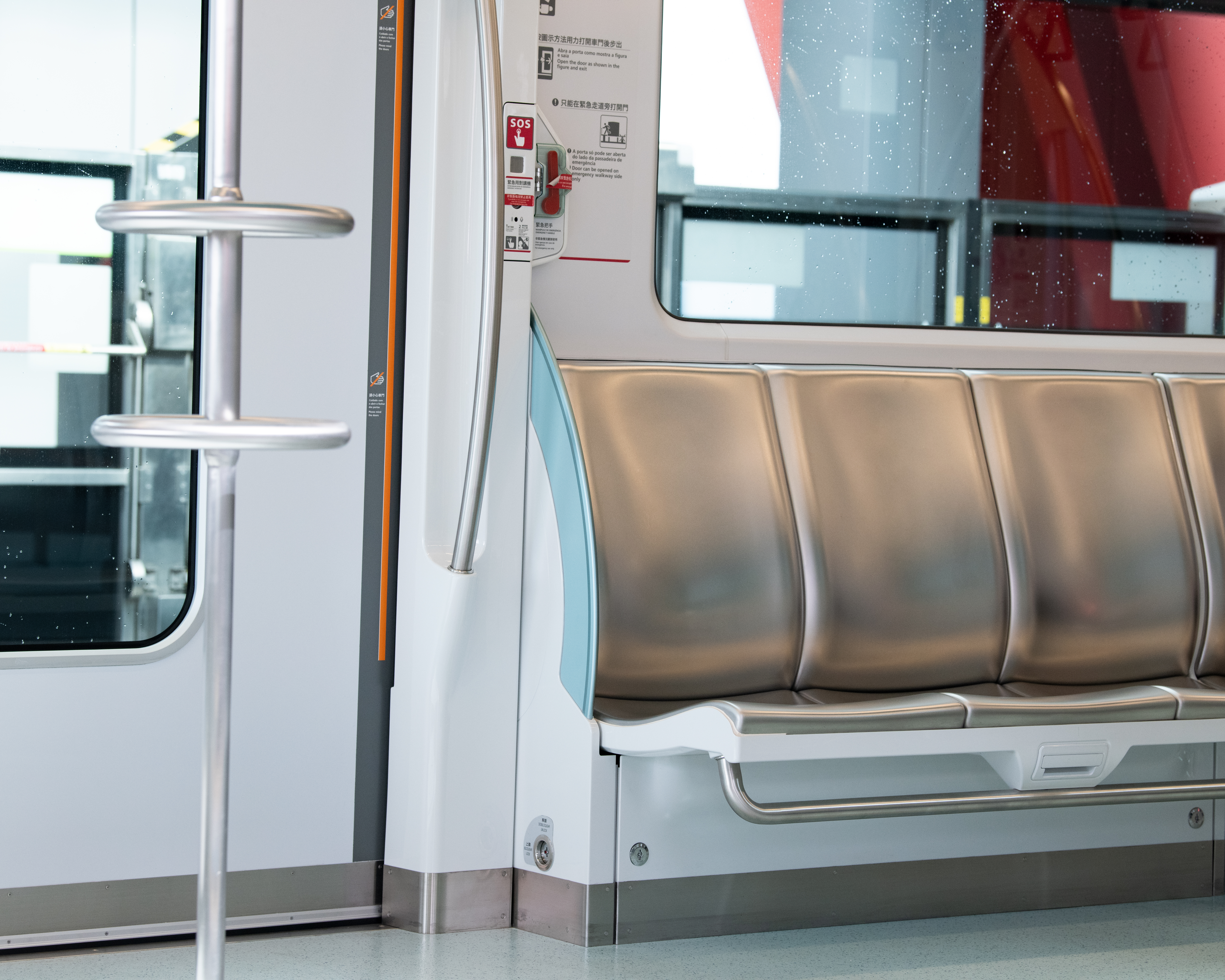
座椅
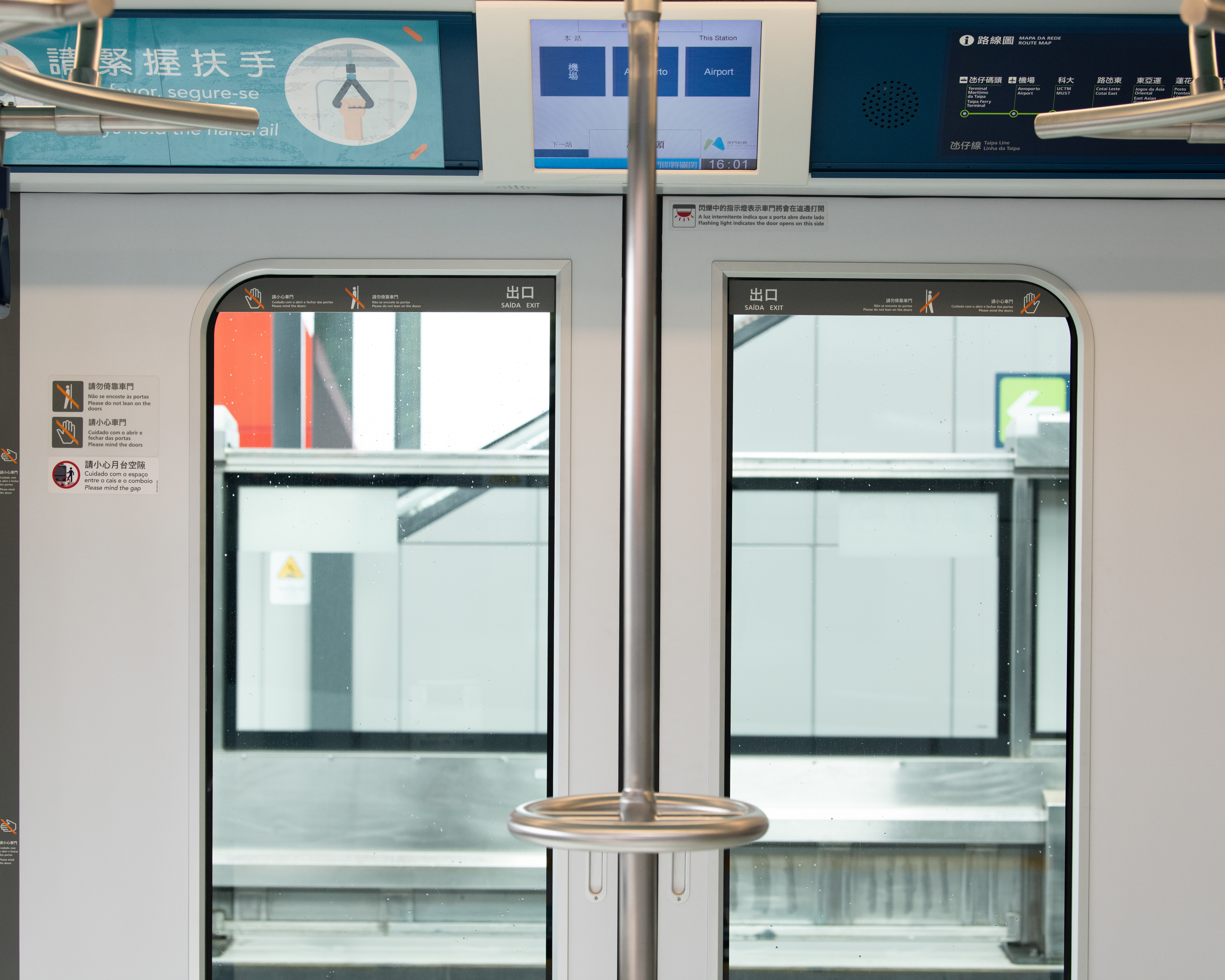
車門
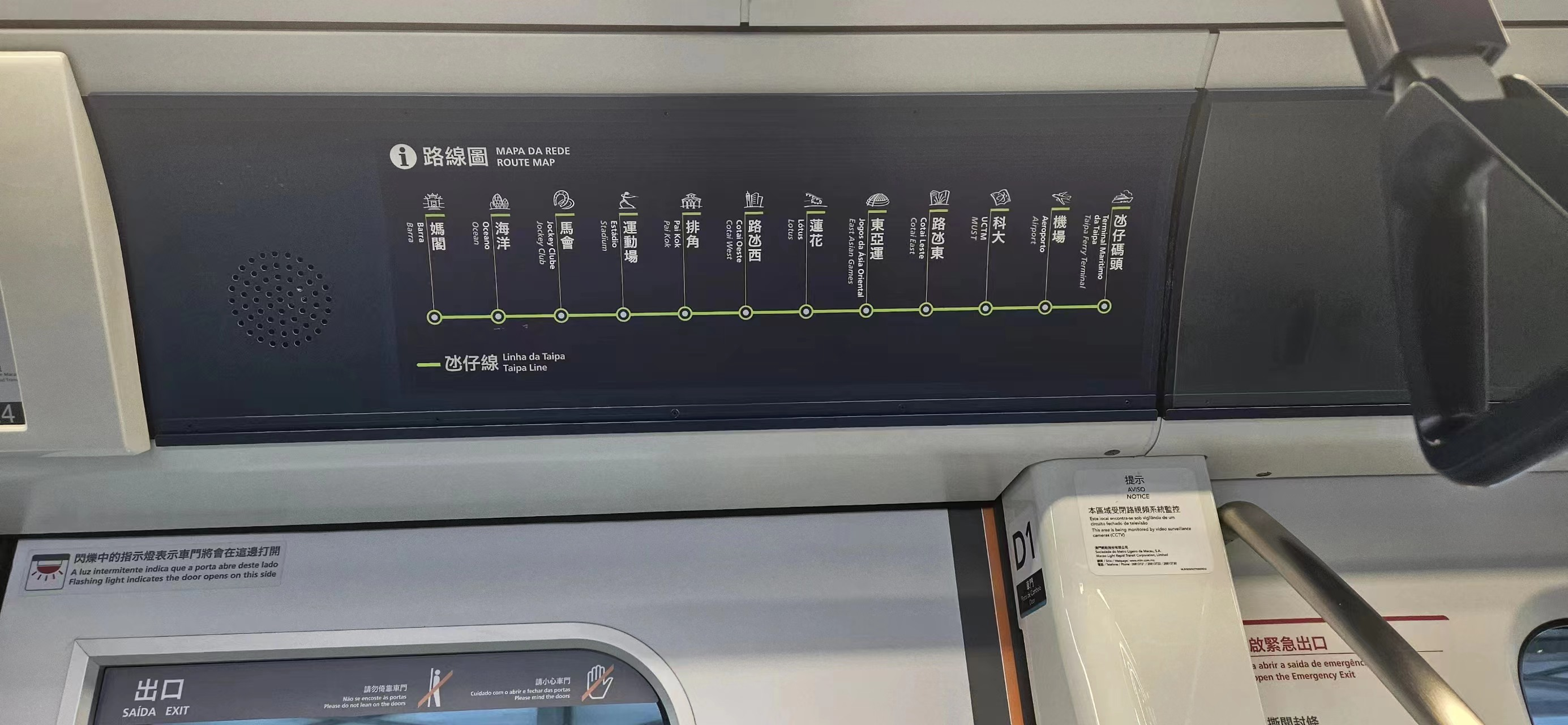
路線圖
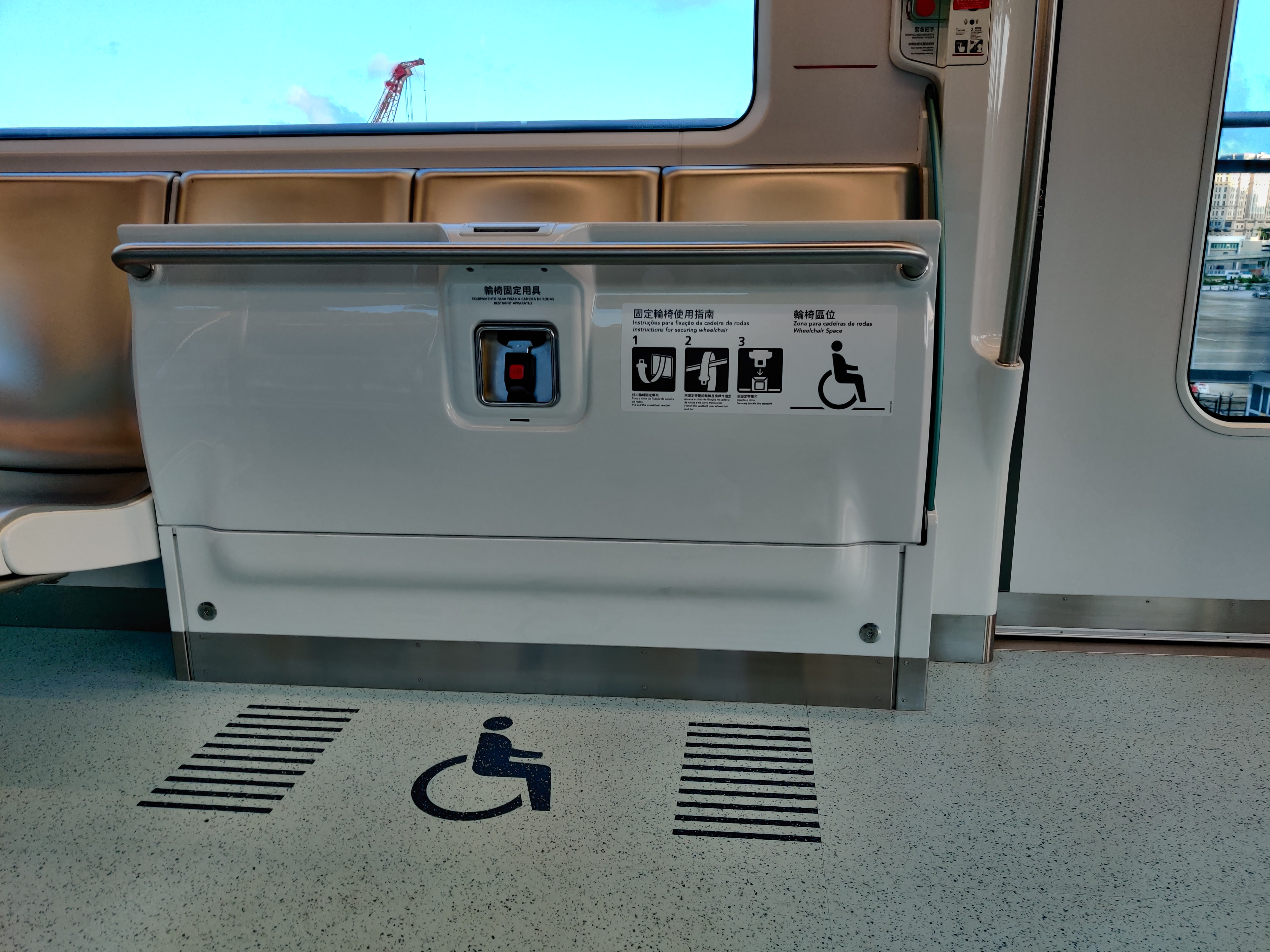
輪椅固定裝置
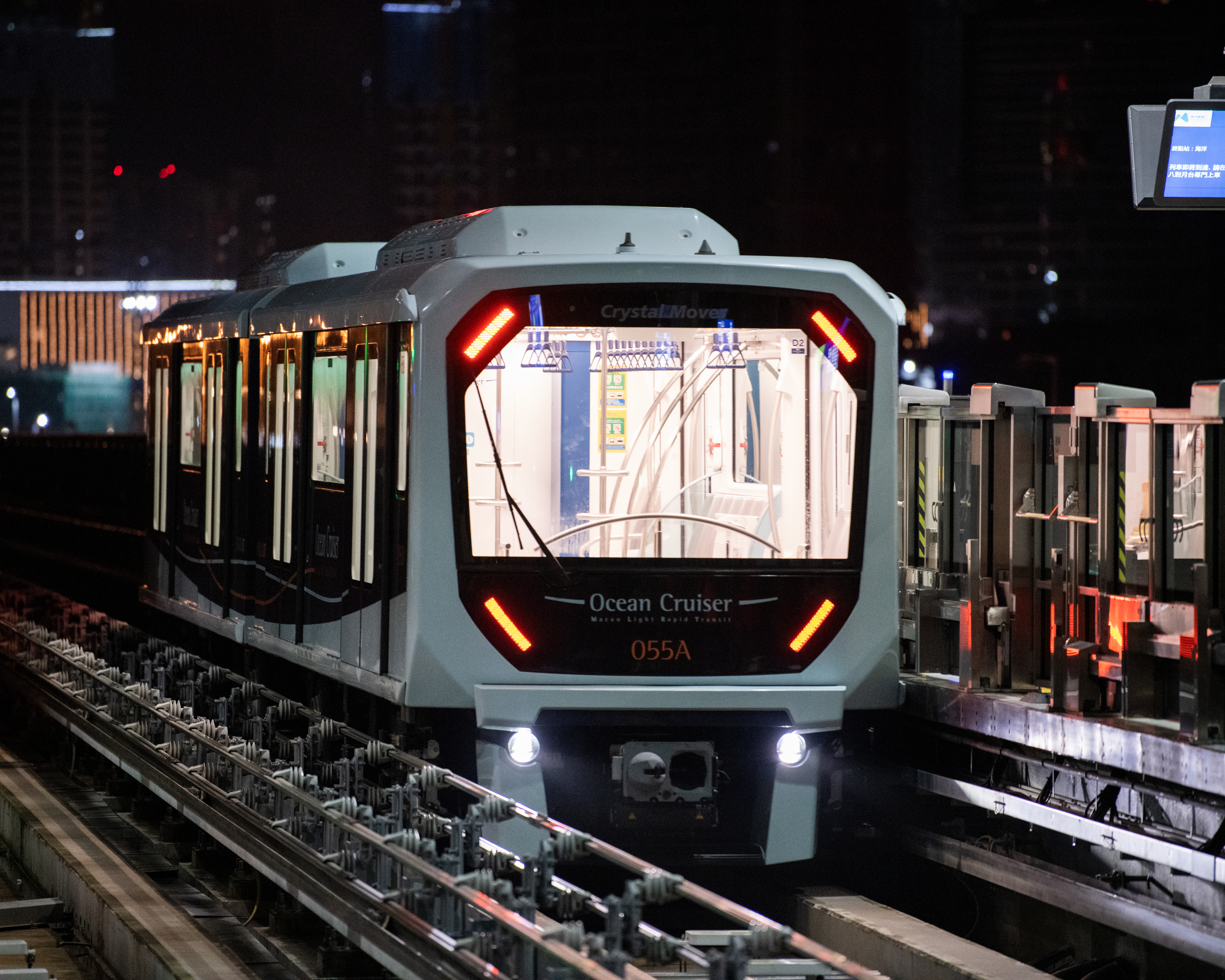
列車停靠運動場站

## 未來發展
輕軌東線將於氹仔碼頭站與氹仔線連通，屆時氹仔線列車能直通運行方式駛進輕軌東線路線前往關閘或青茂口岸。

## 工程圖片
- 建設中機場段
- 建設中機場段（2015年1月）
- 建設中機場段（2015年7月）
- 建設中賽馬會站
- 建設中路氹東站
- 建設中氹仔碼頭站
- 建設中氹仔碼頭站調頭段
- 建設中偉龍馬路高架橋

## 外部連結
- 氹仔線列車出發時間表 （页面存档备份，存于）